# Közepes álkérészek
A közepes álkérészek (Perlodidae) a rovarok (Insectia) osztályának és az álkérészek (Plecoptera) rendjének egyik családja. A családba körülbelül 250 faj tartozik.

## Elterjedésük
A család fajai az északi féltekén terjedtek el. Nagyobb, köves medrű patakokban és környékükön élnek.

## Megjelenésük
Színük a halvány sárgától a sötét barnáig terjed. Előtoruk szögletes, fartoldalékaik hosszúak. Méretük 0,8-5 cm, de a fajok többsége kisebb 2,5 cm-nél.
A lárvák halványabb és sötétebb foltokkal  tarkítottak, viaszosnak tűnnek, lábaik, fartoldalékaik hosszúak.

## Életmódjuk
Tavasszal a patakok vizébe petéznek. Lárváik elsősorban ragadozók, bár fiatalon a növényeket és rothadó szerves anyagokat is fogyasztanak. A teljesen kifejlődött lárvák késő tavasszal vagy kora nyáron kimásznak a kövekre és imágókká alakulnak. Az imágók nappal aktívak, ritkán táplálkoznak és peterakás után általában elpusztulnak.

## Rendszerezésük
A család 2 alcsaládra osztható, melyekben további nemzetségek és nemek találhatók. Egy nem nincs besorolva egyik alcsaládhoz és nemzetséghez sem.
Közepes álkérészek (Perlodidae)
- Nem:Isogenus (Newman, 1833) (Besorolatlan nem)
- Alcsalád:Isoperlinae
  - Nem:Calliperla (Banks, 1947)
  - Nem:Cascadoperla (Szczytko & Stewart, 1979)
  - Nem:Clioperla (Needham & Claassen, 1925)
  - Nem:Cosumnoperla (Szczytko & Bottorff, 1987)
  - Nem:Isoperla (Banks, 1906)
- Alcsalád:Perlodinae
  - Nemzetség:Arcynopterygini
    - Nem:Arcynopteryx (Klapálek, 1904)
    - Nem:Frisonia (Ricker, 1943)
    - Nem:Megarcys (Klapálek, 1912)
    - Nem:Oroperla (Needham, 1933)
    - Nem:Perlinodes (Needham & Claassen, 1925)
    - Nem:Salmoperla (Baumann & Lauck, 1987	 )
    - Nem:Setvena (Illies, 1966)
    - Nem:Skwala (Ricker, 1943)

  - Nemzetség:Diploperlini
    - Nem:Baumannella (Stark & Stewart, 1985)
    - Nem:Cultus (Ricker, 1952)
    - Nem:Diploperla (Needham & Claassen, 1925)
    - Nem:Kogotus (Ricker, 1952)
    - Nem:Osobenus (Ricker, 1952)
    - Nem:Pictetiella (Illies, 1966)
    - Nem:Remenus (Ricker, 1952)
    - Nem:Rickera (Jewett, 1954)

  - Nemzetség:Perlodini
    - Nem:Chernokrilus (Ricker, 1952)
    - Nem:Diura (Billberg, 1820)
    - Nem:Helopicus (Ricker, 1952)
    - Nem:Hydroperla (Frison, 1935)
    - Nem:Isogenoides (Klapálek, 1912)
    - Nem:Malirekus (Ricker, 1952)
    - Nem:Oconoperla (Stark & Stewart, 1982)
    - Nem:Susulus (Bottorff & Stewart, 1989)
    - Nem:Yugus (Ricker, 1952)